# Ruksita Sookboonmak
Ruksita Sookboonmak (Thai: รักษิตา ศุขบุญมาก; * 24. Juli 1975) ist eine thailändische Badmintonspielerin. 

## Karriere
Raksita Sookboonmar siegte ihrer Heimat 1993 bei den thailändischen Meisterschaften im Damendoppel mit Dujfan Iangsuwanpatema. Zwei Jahre später erkämpften sich beide gemeinsam ihren größten internationalen Erfolg, als sie bei den Südostasienspielen 1995 im Damendoppel die Bronzemedaille gewannen.

## Sportliche Erfolge
| Saison | Veranstaltung               | Disziplin   | Platz | Name                                         |
| ------ | --------------------------- | ----------- | ----- | -------------------------------------------- |
| 1993   | Thailändische Meisterschaft | Damendoppel | 1     | Dujfan Iangsuwanpatema / Ruksita Sookboonmak |
| 1995   | Südostasienspiele           | Damendoppel | 3     | Dujfan Iangsuwanpatema / Ruksita Sookboonmak |